# AK-63

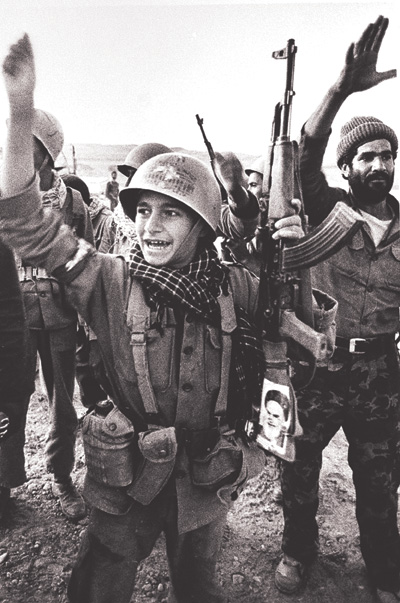
Enfant-soldat iranien brandissant un AK-63F dont la crosse est ornée de la photo de l'Ayatollah Khomeini.

L'AK-63 (aussi connu par les services militaires hongrois comme l'AMM) est une variante hongroise du fusil d'assaut AKM tout comme l'AMD-65. Elle    remplaça l'AKM-63 (trop fragile) à partir de 1977.

## Présentation et variantes
Il s'agit d'une copie hongroise de l'AKM appelé «AK-63» fabriqué par FÉG. L'AK-63 est livré avec une crosse fixe en bois ou en plastique, pesant 3 kg à vide pour 88 cm.  La famille des AK-63 peut ainsi être répartie entre les :
- AK-63F ou AMM dans l'Armée hongroise - Modèle de base à crosse fixe. Basé sur l'AKM mais s'en différencie par la forme de la poignée pistolet. Notez la teinte rouge du bois utilisé.
- AK-63D ou AMMZ dans l'Armée hongroise- Equivalent magyar de l' AKMS; Munie d'une crosse repliable en métal. Réservée aux parachutistes et commandos.
- AK-63MF - Version modernisée de l'AK-63D ; munie d'un heu de rails Picatinny pour l'adaptation d'accessoires optiques ou non ; nouvelle crosse télescopique  réglable type M4.
- SA-85M - Version civile pour le marché US ; ne tire qu'en mode semi-automatique.

## Diffusion militaire
Les soldats hongrois l'utilisèrent. Elle fut fournie aussi aux armées et/ou guérillas des pays suivants : Croatie, El Salvador, Iran,  Iraq et Libye. Ainsi, outre les missions des casques bleus magyars, l'AKM hongroise arma les combattants de la guerre civile du Salvador (1980-1992), de la guerre Iran-Irak (1980-1988), de la guerre Irak-Koweït (été 1990), de la  guerre du Golfe (1990-1991), de la guerre d’indépendance croate (1991-1995)  et enfin, plus récemment, la guerre civile libyenne (en 2011 puis  depuis 2014).

## Sources
Cette notice est notamment issue de la consultation du site hongrois kalasnyikov.hu.